# Inmigración india y bangladesí en Paraguay
Tanto los ciudadanos provenientes de la República Popular de Bangladés, como los de la República de la India, forma parte de una de las migraciones más recientes en el Paraguay, iniciada a finales de la década de los 90 y principios del nuevo milenio.
La población local denomina genéricamente a ambos grupos como hindúes y se caracterizan por ser reducidos y concentrarse en zonas fronterizas.

## Presencia en zonas fronterizas
El mayor asentamiento de personas de origen indio y bangladesí se verifica en localidades fronterizas con el Brasil, principalmente en Ciudad del Este y Salto del Guairá para los primeros y Pedro Juan Caballero, en el caso de los segundos, ya que el dinamismo del comercio de productos informáticos, electrónicos, ropa, bebidas, alimentos y otros, genera una fuerte movilización de brasileños en estas ciudades.
Alrededor de 600 indios radican en el país, de los cuales 200 de ellos son ciudadanos (NRI) y el resto descendientes (PIO), que se dedican al comercio, tanto mayorista como minorista. En la ciudad de Villa Hayes, Chaco, se registran a más de 50 NRI, entre empleados y sus familiares,  en la nómina de empleados de la planta Vemarcorp SA (ex Acepar).
En cuanto a los bangladesíes, su presencia en la capital del Amambay está vinculada a la inmigración coreana a esa localidad. Una parte de ellos ingresó a territorio paraguayo desde Bolivia.
Al igual que los coreanos, los bangladesíes también se dedican al comercio de diversos productos, aunque en forma ambulatoria en distintos lugares de la ciudad y no necesariamente en la zona fronteriza.  Aunque son poco numerosos, con alrededor 100 miembros, su presencia es muy visible por formar parte de las actividades comerciales.

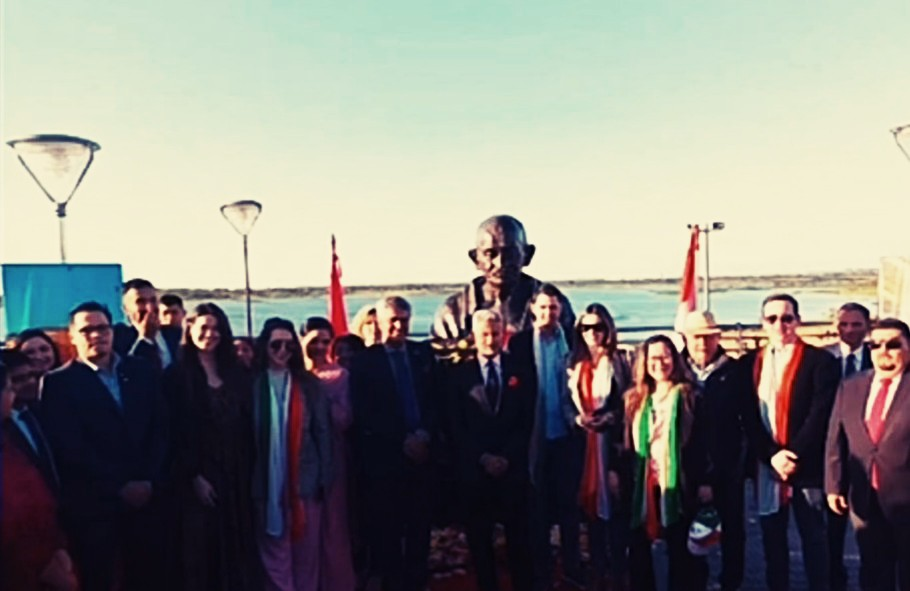
Inauguración de un monumento dedicado a Gandhi, en la costanera José Asunción Flores.

## Cultura
Las artes, cultura y patrimonios materiales de la India, cuentan con un creciente número de adeptos entre los paraguayos. Los Festivales de Comida India y cada una de las ediciones del Día Internacional del Yoga, han contado con una entusiasta participación de los mismos. Se han proyectado películas indias en varias ediciones del Festival Internacional de Cine de la capital. Como parte de las celebraciones del 150.º aniversario del nacimiento de Mahatma Gandhi, el vicepresidente Shri Venkaiah Naidu y su homólogo, Hugo Velázquez, lanzaron sellos conmemorativos en Asunción en marzo de 2019.